# Liste der Baudenkmäler im Wuppertaler Stadtbezirk Elberfeld
Die Liste der Baudenkmäler im Wuppertaler Stadtbezirk Elberfeld enthält die denkmalgeschützten Bauwerke auf dem Gebiet des Stadtbezirks Wuppertal-Elberfeld in Nordrhein-Westfalen (Stand: November 2011). Diese Baudenkmäler sind in der Denkmalliste der Stadt Wuppertal eingetragen; Grundlage für die Aufnahme ist das Denkmalschutzgesetz Nordrhein-Westfalen (DSchG NRW).

Der Stadtbezirk ist gegliedert in die Wohnquartiere: Elberfeld-Mitte, Nordstadt, Ostersbaum, Südstadt, Grifflenberg und Friedrichsberg.

## Baudenkmäler im Wuppertaler Stadtbezirk Elberfeld

### Elberfeld-Mitte
siehe Liste der Baudenkmäler im Wuppertaler Wohnquartier Elberfeld-Mitte

### Nordstadt
siehe Liste der Baudenkmäler im Wuppertaler Wohnquartier Nordstadt (A–F), Liste der Baudenkmäler im Wuppertaler Wohnquartier Nordstadt (G–K), Liste der Baudenkmäler im Wuppertaler Wohnquartier Nordstadt (L–M), Liste der Baudenkmäler im Wuppertaler Wohnquartier Nordstadt (N–S) und Liste der Baudenkmäler im Wuppertaler Wohnquartier Nordstadt (T–Z)

### Ostersbaum
siehe Liste der Baudenkmäler im Wuppertaler Wohnquartier Ostersbaum (A–F) und Liste der Baudenkmäler im Wuppertaler Wohnquartier Ostersbaum (G–Z)

### Südstadt
siehe Liste der Baudenkmäler im Wuppertaler Wohnquartier Südstadt

### Grifflenberg
siehe Liste der Baudenkmäler im Wuppertaler Wohnquartier Grifflenberg

### Friedrichsberg
siehe Liste der Baudenkmäler im Wuppertaler Wohnquartier Friedrichsberg